# Ararat Park Hyatt Moscow
55°45′36″ пн. ш. 37°37′18″ сх. д. / 55.76° пн. ш. 37.6218° сх. д.
Арарат Парк Гаятт Москва  — п'ятизірковий готель у центрі Москви на вулиці Неглинная, буд. 4.
Розташований готель поруч із Красною площею в історичному центрі Москви і всього в кількох кроках від Кремля, Большого Театру, будівлі Державної Думи, ділового центру Москви і легендарних торгових центрів ЦУМ і ГУМ. Готель має у своєму розпорядженні 208 номерів, у тому числі 29 апартаментів.
Готель відомий своїми розкішними ресторанами і барами. Серед них кафе «Арарат», що спеціалізується на стравах вірменської кухні, ресторан «Парк», японський ресторан «Енокі» і бар «Консерваторія», завдяки панорамному увазі на центр Москви і сучасному дизайну увійшов до списку найкрасивіших барів світу за версією журналу «Architectural Digest».